# 神聖同盟 (1571年)

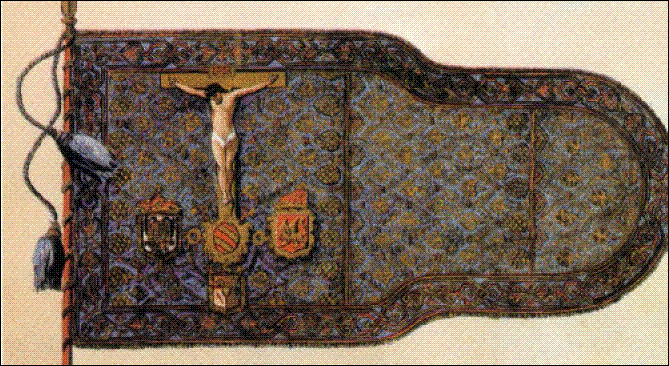
神聖同盟的旗幟

神聖同盟（拉丁語：Liga Sancta）是教宗庇護五世主導的聯盟，包括許多天主教海洋國家，除了神聖羅馬帝國和法國。神聖同盟打算打破奧斯曼人對東地中海的控制，並於1571年5月25日正式開始。
成員包含：
- 教宗国
- 西班牙哈布斯堡王朝（包括那不勒斯和西西里）
- 威尼斯共和國
- 热那亚共和国
- 聖約翰騎士團
- 托斯卡纳大公国
- 薩伏依公國
- 烏爾比諾公國
- 帕爾馬公國

## 外部連結
- Robert Wilde, Holy Leagues Of The 16th Century （页面存档备份，存于） about.com (2001).